# Cementiri de Vic
El Cementiri de Vic és una obra neoclàssica de Vic (Osona) protegida com a Bé Cultural d'Interès Local.

## Descripció

### Cementiri
Forma un clos rectangular de direcció N-S, amb una capella al centre del mur nord i un portal d'accés al recinte de la part sud, amb fileres de nínxols a banda i banda. El portal presenta dues columnes estriades, amb capitells que sostenen un arquitrau, damunt del qual hi ha una creu de marbre i una làpida, també de marbre amb un rellotge de sorra, una torxa i una dalla. Damunt de l'arquitrau hi ha una inscripció. En el mateix mur del portal, de cara a migdia hi ha dues torrelles de pedra picada que trenquen la monotonia del mur.Es construït amb totxo i arrebossat al damunt. L'estat de conservació és força bo.

### Capella del cementiri
Es troba adossada al mur nord del recinte, mirant vers migdia. És de petites dimensions i presenta un atri, amb frontó triangular sense decorar i l'arquitrau, també llis. Aquests elements són sostinguts per columnes de fust llis. El portal d' accés és rectangular. L'edifici és cobert a dues vessants i el capcer és triangular formant una mena de frontó, coronat per un petit campanar d'espadanya amb campana.

### Tomba Bassols
Element funerari. Mausoleu de la família Bassols. Es troba un xic enlairat del terra i presenta un sarcòfag rectangular i amb la part superior semi-cilíndrica. Cal remarcar una escultura d'una figura femenina que es suporta a la tomba amb la mà esquerra i l'altra se la posa al pit. Està dempeus, amb el cap cot i els cabells lleugerament ondulats. El vestit, d'inspiració clàssica, cau en plecs verticals i al mà esquerra duu unes flors.
El sarcòfag presenta a la part de llevant la Verda Stelo (estrella verda), símbol de l'esperanto, i té altres símbols religiosos esculturats. Al costat de la imatge hi ha unes sogues que emmarquen uns epitafis i unes flors també esculpides. Es completament de pedra, la qual és de color gris.

### Tomba Costa
Element religiós. Tomba. Està situada damunt un pedestal amb graons a cada costat. Al damunt hi ha un sarcòfag, amb una columna de capitell corinti a cada costat. La part de davant presenta relleus amb una creu grega al centre i una au a cada costat, totes tres inscrites dins un medalló circular. Al damunt, s'eleva un altre cos cobert a dues vessants i amb una arcada al centre que emmarca una pintura al fresc que representa la crucifixió de Jesucrist amb la Verge i amb Maria Magdalena i un xiprer a cada costat. Les dovelles de l'arcada tenen inscrit el nom de la família que posseeix el mausoleu. Al damunt hi ha el símbol de la mort. És construït tot ell en pedra.

### Tomba Pericas (1933)
Element funerari. Tomba. Té forma de piràmide truncada amb el basament enlairat. A la part posterior s'eleva un triangle equilàter amb una creu grega al damunt. A la part de davant, hi ha un petit portal rectangular amb unes columnes adossades i decorades. Sobre el portal hi ha dos galls d'indis encarats amb un motiu religiós al centre. Als costats del mausoleu hi ha decoracions. Al mig del triangle de la part posterior sobresurt una teiera de ferro forjat.
Tot ell és de pedra i presenta boniques decoracions esculpides, formant soguejats, dents de serra i altres formes ornamentals.

## Història
El cementiri de Vic és construí a primeries del segle xix i s'inaugurà al 1834. Aquesta construcció motivà la urbanització dels terrenys coneguts per l'Horta d'en Xandri que s'estenia en els terrenys compresos entre els carrers del Gurb i de Manlleu. El pla d'urbanisme fou traçat per l'arquitecte J. Casademunt al 1847 i preveié un carrer d'enllaç tallat per un altre perpendicular que discorria de la Rambla del Carme al Cementiri. Cal remarcar l'empremta neoclàssica de l'edificació així com de la capella. Conserva mausoleus de gran interès: Bassols, Costa i Pericas.

### Tomba Bassols
És de la família Bassols. Cal remarcar la forta empremta noucentista de l'escultura femenina. Ignorem la data en què es va esculpir, però segurament fou a principis del segle xx. Duu les següents inscripcions: RAMON BASSOLS I ROURE 1848-1908 / TERESA MOLAS I CASTELLS DE BASSOLS 1857-1926 / JACINT COMELLA I MORA 1879-1962 / DOLORS BASSOLS I MOLAS DE COMELLA 1880-1950. A la part frontal diu: INTERKOMPRENIGU KAS AMU VIN

### Tomba Costa
Alberga les despulles de la família Costa. No tenim notícies de quan es va fer construir, d'altra banda la làpida tampoc duu cap dada. Una làpida de marbre a la part baixa diu el següent epitafi:
"Com el pare estima els seus fills / Talment el senyor té pietat dels qui tenen / Que Ell sap prou de què estem fets. / Y bé es recorda que som iguals / Vet aquí l'home. / Com bri d'herba són els seus dies / El mateix que la flor camperola / Ell floreix / Ve la ventada y ja s' es fos / Y no queda res del seu rastre".

### Tomba Pericas
Té moltes connotacions egípcies sense oblidar l'estètica d'en Pericas.

## Personalitats enterrades
- Grup de 110 liberals vigatans assassinats a Collformic (el Brull) pels carlins, el 10 de gener de 1874, en un mausoleu aixecat el 1882.[2]
- Joaquim Salarich i Verdaguer (Vic, 1816 - Caldes d'Estrac, 1884), historiador, metge i novel·lista
- Kevin Rebecchi (Austràlia - Vic, 1939), membre de les Brigades Internacionals, mort a la Guerra Civil
- Jacint Comella i Mora (Vic, 1879 - 1962), pintor i esperantista
- Josep Maria Pericas i Morros (Vic 1881- Barcelona 1965), arquitecte que visqué a Vic fins al 1889, quan la seva família es traslladà a Barcelona.[1]
- Andreu Oliva i Lacoma (Barcelona, 1885 - Vic, 1976), empresari tèxtil i enginyer industrial
- Francesc Xavier Bach i Puigrefagut (Vic, 1902 - 1979), farmacèutic, fotògraf i cineasta